# Ортоугольная кислота
Ортоу́гольная кислота, также метантетрол — гипотетическая четырёхосновная кислота H4CO4, соответствующая угольному ангидриду CO2 или гидратированной угольной кислоте.
В индивидуальном состоянии не получена ввиду крайней нестабильности, однако известны её производные (ортокарбонаты) — соли и эфиры.

## Свойства
Ортоугольная кислота ещё не была синтезирована в свободном состоянии. Согласно расчётам, она крайне нестабильна и сразу распадается:
{\displaystyle {\ce {H4CO4 -> CO2 ^ + 2 H2O}}}

## Производные
Хотя ортоугольная кислота гипотетическая, её производные могут быть выделены в свободном состоянии.

### Соли ортоугольной кислоты
В 2020 году путём синтеза при высоком давлении был получен ортокарбонат кальция (Ca2CO4), в 2021 году — ортокарбонат стронция (Sr2CO4). Ортокарбонат стронция устойчив при атмосферном давлении. Ортокарбонат-ион, как и ортонитрат-ион, имеет тетраэдрическую структуру. Расстояние C-O составляет 1,41 Å. Оксид-ортокарбонат тристронция (Sr3[CO4]O) также устойчив при атмосферном давлении.

### Эфиры ортоугольной кислоты
Общая формула ортокарбонатов — C(OR)4.
Эфиры ортоугольной кислоты были синтезированы ещё в середине XIX века взаимодействием хлорпикрина с алкоголятами натрия в спиртовых растворах:
{\displaystyle {\ce {CCl3NO2 + 4 RONa -> C(OR)4 + 3 NaCl + NaNO2}}}

## Применение
Производные H4CO4 из-за своей крайней нестойкости не нашли широкого применения. 

## Безопасность
Из-за неизученных свойств кислоты неизвестна её токсичность.